# Anoeconeossa morgani
Anoeconeossa morgani är en insektsart som beskrevs av Taylor 1987. Anoeconeossa morgani ingår i släktet Anoeconeossa och familjen rundbladloppor. Inga underarter finns listade i Catalogue of Life.